# Listă de filme românești din 2011
Aceasta este o listă de filme românești din 2011:
| Dată premieră | Film                                   | Regizor            | Distribuție                                                                                   |
| ------------- | -------------------------------------- | ------------------ | --------------------------------------------------------------------------------------------- |
|               | Aurora                                 | Cristi Puiu        |                                                                                               |
|               | Principii de viață                     | Constantin Popescu | Vlad Ivanov, Gabriel Huian, Rodica Lazăr                                                      |
| 8 aprilie     | Copilăria lui Icar                     | Alex Iordăchescu   | Guillaume Depardieu, Alysson Paradis                                                          |
|               | Undeva la Palilula                     | Silviu Purcărete   | Dimeny Aron, Răzvan Vasilescu, Ioana Crăciunescu, George Mihaiță, Marcel Iureș, Marius Manole |
|               | Tatăl fantomă                          | Lucian Georgescu   | Marcel Iureș, Mihaela Sârbu, Mihai Constantin                                                 |
|               | Umilința                               | Cătălin Apostol    | Șerban Ionescu, Costel Cașcaval, Mitică Popescu                                               |
|               | Omega Rose                             | George Dorobanțu   | Mircea Silaghi                                                                                |
|               | Ultimul corupt al României             | Sergiu Nicolaescu  |                                                                                               |
|               | Micul spartan                          | Dragoș Iuga        |                                                                                               |
|               | Încătușat                              | Adrian Popovici    | Pierce Brosnan, Sean Brosnan, Alfred Molina                                                   |
|               | Din dragoste cu cele mai bune intenții | Adrian Sitaru      |                                                                                               |
|               | Câinele japonez                        | Tudor Giurgiu      |                                                                                               |
|               | Despre oameni și melci                 | Tudor Giurgiu      |                                                                                               |
|               | Doar cu buletinul la Paris             | Horațiu Mălăele    |                                                                                               |
|               | A doua șansă                           | Geo Saizescu       |                                                                                               |
|               | So I Say                               | Bogdan Dumitrescu  | Gérard Depardieu, Gabriel Spahiu, Harvey Keitel                                               |
|               | Angelica                               | Bogdan Dumitrache  |                                                                                               |
|               | Acasă la tata                          | Andrei Cohn        |                                                                                               |
|               | Gaudeamus Sigitur                      | Augustina Stanciu  |                                                                                               |
|               | Nașa                                   | Virgil Nicolaescu  | Dragoș Bucur, Ștefan Iancu, Whitney Anderson                                                  |
|               | Bună, ce faci?                         | Alexandru Maftei   | Ionel Mihăilescu, Dana Voicu                                                                  |
|               | Alice în țara tovarășilor              | Nae Caranfil       |                                                                                               |
|               | Ceva bun de la viață                   | Dan Pița           |                                                                                               |
|               | Toată lumea din familia noastră        | Radu Jude          |                                                                                               |